# ماندلا: راه طولانی به آزادی
«ماندلا: راه طولانی به آزادی» (انگلیسی: Mandela: Long Walk to Freedom) فیلمی در ژانر زندگینامه‌ای به کارگردانی جاستین چادویک است که در سال ۲۰۱۳ منتشر شد. از بازیگران آن می‌توان به ادریس البا و نائومی هریس اشاره کرد.